# Kostel svatého Jana Křtitele (Měřín)
Římskokatolický farní kostel svatého Jana Křtitele je sakrální stavba v Měříně. Jedná se o farní kostel měřínské farnosti, který je chráněn jako kulturní památka České republiky.

## Historie
Kostel vystavěli benediktinští mniši z Třebíče, když kolem roku 1250 v Měříně zakládali své proboštství. Na místě staršího dřevěného kostelíka neznámé podoby nechali postavit mohutnou trojlodní baziliku. Ve 14. století byla přistavěna gotická boční kaple. Proboštství v 15. století velmi trpělo, v roce 1468 de facto zaniklo v důsledku tažení Matyáše Korvína proti Jiřímu z Poděbrad a v roce 1556 si část jeho majetků přivlastnili Pernštejnové. Při kostele však zůstala lokální duchovní správa. Kostel byl pronikavě přestavěn v 17. a 18. století, ovšem při respektování řady původních prvků. Budovy někdejšího proboštství postupně zcela zanikly, pouze blízkému okolí kostela se říká dodnes "na Klášteře".

## Architektura

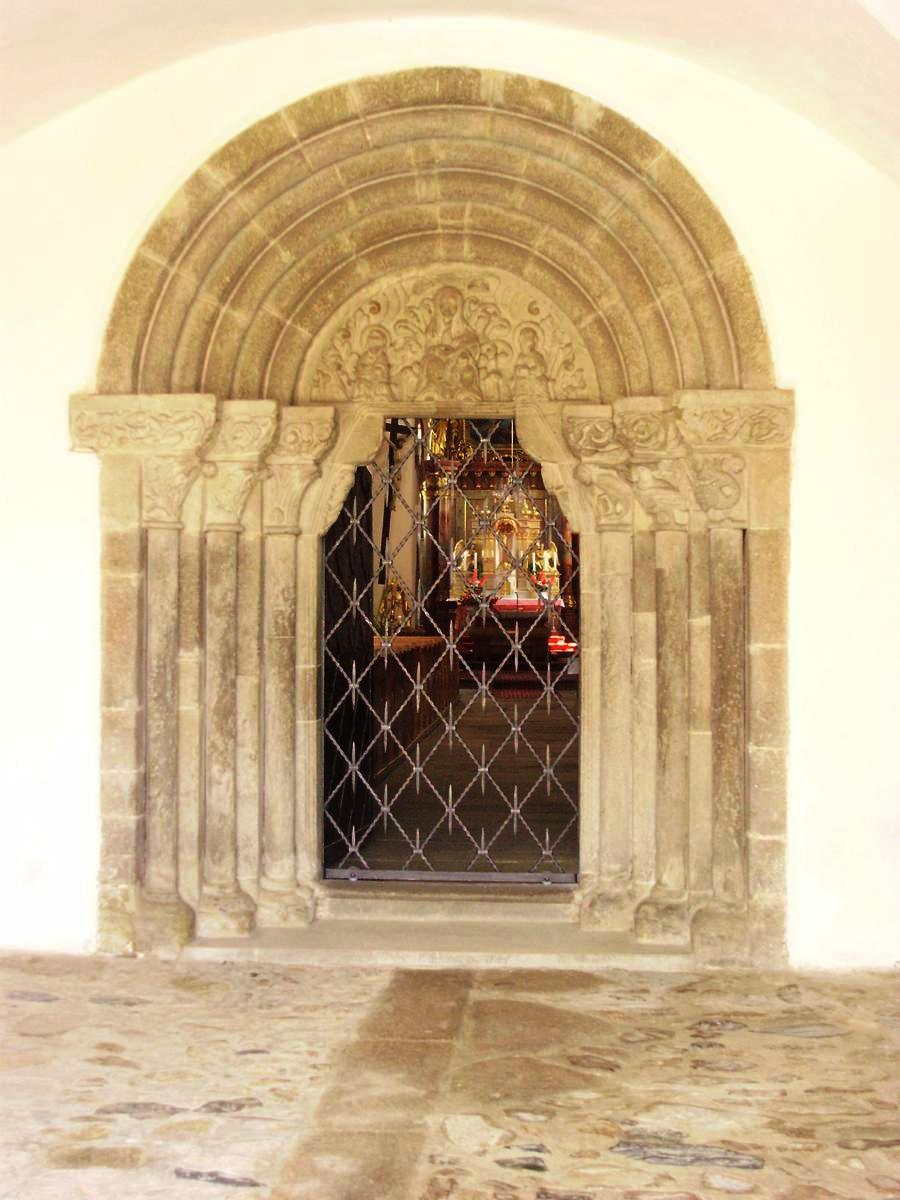
Románský portál měřínského kostela

Kostel je mohutná trojlodní stavba orientovaná k severovýchodu. Průčelí byla v 17. století představena mohutná barokní věž, která ve svém přízemí zakryla hodnotný románský ústupkový portál, kterým se vstupuje do hlavní lódi. Portál byl rekonstruován v 19. století. Presbytář je dvakrát odsazený a má polygonální gotický závěr.

## Zařízení
Zařízení kostela je barokní, v boční kapli jsou uloženy ostatky svatého Donáta. V této kapli byly také odkryty gotické a renesanční nástěnné malby. Stěny lodi zdobí barokní štuky. Ve vstupní věži jsou zavěšeny dva zvony.

## Okolí kostela
U vnější zdi boční kaple kostela jsou pozůstatky pranýře. V sousedství kostela se nachází budova fary (Otínská 23). V Měříně se nachází také dvojice barokních kaplí - Panny Marie Sněžné a věžovitá kaplička, zvaná Poklona svaté Anny.